# Wigod de Wallingford
Wigod de Wallingford o Wigod de Warwick (c. 1020-1070) fue un noble anglosajón, pariente y huscarle de Eduardo el Confesor, convertido en noble de la órbita anglonormanda tras el triunfo de Guillermo II de Normandía durante la conquista de Inglaterra. Gran Señor de Warwick y thegn de Wallingford en Berkshire, otorgado por el rey Harold II. Era hijo de Wulgent [Wolgeat] jarl de Warwick (c. 980-1030). Pertenecía a una familia de origen danés establecido en la isla desde los tiempos de Canuto el Grande.
Tras la batalla de Hastings (1066), Guillermo el Conquistador se dirigió a Londres, pero fue rechazado en el río Támesis. Wigod invitó a Guillermo a Wallingford, donde otros nobles anglosajones y el arzobispo de Canterbury Stigand se sometieron a la autoridad del normando. Wigod es notablemente uno de los pocos señores sajones que se sabe que mantuvieron su estatus después de la conquista normanda. Desde allí los normandos cruzaron el río y lo ayudó en su conquista definitiva de Inglaterra. El Libro Domesday lo registra como Lord y Gran Señor en varios feudos.
A su muerte, las propiedades de Wigod se repartieron entre Roberto d'Oyly y Milo [Miles] Crispin (c. 1046-1085), hijo de Gilbert Crispin de Tillières.

## Herencia
Se casó con Erminhild (c. 1008-1050), princesa de Mercia hija de Leofric de Mercia y Lady Godiva. Fruto de esa relación nacieron varios hijos:
- Ælfwine of Warwick (c. 1042-1083), sheriff de Warwickshire.[6] Su hijo Wulfsige, fue obispo de Lichfield entre 1039 y 1053;[7]
- Turchill [Thorkil] de Warwick (c. 1045-1079);
- Toki de Warwick (m. 1078), miembro de las fuerzas militares de élite de Guillermo el Conquistador. Murió en Gerberoy por una flecha de ballesta inmediatamente después de proporcionarle a Guillermo un nuevo caballo al haber sido derribado en el campo de batalla.[8]
- Ealdgyth de Wallingford, esposa de Roberto d'Oyly.[9][10]

Algunas fuentes citan que Erminhild era hermana de Leofric, y aparece vinculada a la figura de otro hijo, que sería en este caso sobrino de Leofric:
- Æthelwine [Alwin] (c. 1025-1083), sheriff de Warwickshire. Ejercía el poder y la autoridad del conde de Mercia en Warwickshire, al igual que sus antepasados sajones. Eran condes muy conocidos y respetados, posiblemente el nuevo rey Guillermo el Conquistador lo mantuvo para mantener el condado en orden.[12][13] Su hijo Thorkill de Arden (Turchil, c. 1045-1100) es el primer referente de la familia de Arden y Bracebridge de Kingsbury,[12] descendientes de los antiguos reyes sajones.[14][15]